# Rupert Murdoch
Rupert Murdoch (n. 11 martie 1931, Melbourne, Australia) este un om de afaceri american de origine australiană, care deține imperiul media News Corporation, al doilea mare conglomerat media din lume. Imperiul său de televiziune prin satelit se extinde pe întreg globul, iar ziarele pe care le deține sunt extrem de influente. Acesta are doi fii Lachlan și James Murdoch și trei fiice Elisabeth, Grace și Chloe Murdoch.
Fiu al unui celebru publicist și corespondent de război, a moștenit două ziare din Adelaide, în 1954.